# Trichomesia
Trichomesia is een kevergeslacht uit de familie van de boktorren (Cerambycidae). De wetenschappelijke naam van het geslacht werd voor het eerst geldig gepubliceerd in 1859 door Pascoe.

## Soorten
Trichomesia is monotypisch en omvat slechts de volgende soort:
- Trichomesia newmani Pascoe, 1859